# لورينتيس تودور
لورينتيس تودور (بالرومانية: Laurențiu Tudor)‏ هو لاعب كرة قدم ومدرب كرة قدم روماني في مركز الدفاع، ولد في 17 يونيو 1976 في بوخارست في رومانيا. لعب مع Flota Świnoujście ‏.

## وصلات خارجية
- لورينتيس تودور على موقع قاعدة بيانات كرة القدم.إي يو (الإنجليزية)
- لورينتيس تودور على موقع Soccerway.com (الإنجليزية)